# Digama sinuosa
Digama sinuosa là một loài bướm đêm thuộc họ Erebidae. Nó được tìm thấy ở Châu Phi, bao gồm Nam Phi.